# جایزه بزرگ هلند
جایزه بزرگ هلند یکی از مسابقات اتومبیل‌رانی فرمول یک بود که از سال ۱۹۴۸ تا ۱۹۸۵ در پیست زندورت در منطقه هلند شمالی در هلند برگزار می‌شد. این رقابت از سال ۱۹۵۲ جزء مسابقات قهرمانی جهان بود و دو بار در سال‌های ۱۹۶۲ و ۱۹۷۶ عنوان افتخاری جایزه بزرگ اروپا به آن اختصاص یافت.

## تاریخچه

### پیست اصلی
پیست زندورت در شهر ساحلی زندورت در کرانه دریای شمال قرار دارد. در سال‌های دهه ۱۹۳۰ مسابقات کوچکی در پیستی خیابانی در شهر برگزار می‌شد، ولی با حمله آلمان به هلند، وضعیت تغییر یافت. شهردار زندورت که تلاش می‌کرد فرستاده شدن همشهریان خود را به آلمان برای کار اجباری متوقف کند، آلمانی‌ها را راضی کرد به آن‌ها اجازه دهند جاده مستقیمی از میان تپه‌های شنی بسازند که پس از دستیابی به پیروزی بتوانند در آنجا رژه پرشور پیروزی خود را برگزار کنند. بعدتر این جاده به راه‌های دیگری که برای دسترسی به موقعیت‌های دفاعی ساحلی استفاده می‌شد، متصل شد.
پس از جنگ، برخی از این جاده‌ها عریض شدند و به یکدیگر متصل شدند تا پیست مسابقه‌ای طراحی شود. گروهی از مسئولان انجمن موتورسواری پادشاهی هلند طراحی پیست را انجام دادند. نخستین مسابقه در سال ۱۹۴۸ با نام جایزه بزرگ زندورت برگزار شد و با پیروزی یک شاهزاده تایلندی به پایان رسید. در سال ۱۹۵۲ جایزه بزرگ هلند جزء مسابقات فرمول یک شد. آلبرتو اسکاری در این سال و سال بعد برنده جایزه بزرگ شد. در سال ۱۹۵۴ مسابقه به دلیل نبود بودجه کافی برگزار نشد. مسابقه سال بعد عرصه قدرت‌نمایی دو راننده مرسدس بنز یعنی خوان مانوئل فانخیو و استرلینگ ماس بود. مسابقات ۱۹۵۶ و ۱۹۵۷ نیز به دلیل مشکل مالی که غیرمستقیم ناشی از بحران سوئز بود، لغو شد. در جایزه بزرگ ۱۹۶۰ دن گرنی تصادف کرد و یک تماشاگر کشته شد.
در جایزه بزرگ ۱۹۷۰ پیرز کارج بریتانیایی در یک پیچ سریع تصادف کرد. یکی از چرخ‌ها از جا کنده شد و به سر او برخورد کرد که باعث مرگ کارج شد. سپس خودروی او آتش گرفت و از بین رفت. آخرین مسابقه پیست قدیمی در سال ۱۹۷۱ در شرایط بارانی برگزار شد و با پیروزی ژاکی ایکس به پایان رسید. در سال ۱۹۷۲ جایزه بزرگ جزء تقویم فرمول یک بود؛ ولی به دلیل خودداری رانندگان از مسابقه دادن در پیست زندورت برگزار نشد. به اعتقاد آنان، تجهیزات و شرایط پیست، برای برگزاری جایزه بزرگ تاریخ‌گذشته بود.

### پیست اصلاح‌شده
در مدتی که پیست زندورت از تقویم خارج شده‌بود، تغییرات وسیعی در آن انجام شد. کناره آن با گاردریل پوشانده شد تا خودروها از تپه‌های شنی و موانع مجاور پیست محافظت شوند. گاراژهای تازه‌ای ساخته شد و پیچانه‌ای پیش از پیچ بسیار پرسرعت بوسویت افزوده شد. مسابقه ۱۹۷۳ جشنی غیررسمی برای تلاش‌های انجام شده در زمینه اصلاح پیست بود، ولی حادثه‌ای رخ داد که نقطه سیاه دیگری در تاریخ پیست زندورت رقم زد. در مسابقه‌ای که گمان می‌شد یکی از بهترین جایزه بزرگ‌ها از نظر برگزاری باشد، بی نظمی حاکم شد و باعث ایجاد حادثه شد. در دور هشتم، راجر ویلیامسون بریتانیایی تصادف کرد و خودرویش آتش گرفت. ویلیامسون در زمان تصادف آسیب ندیده‌بود، ولی نتوانست خود را از خودرو خارج کند. هم‌وطنش دیوید پرلی توقف کرد و به سوی خودروی در حال سوختن رفت. او تلاش کرد خودرو را برگرداند. مارشال‌ها که لباس نسوز نداشتند، به دلیل حرارت شدید به او کمک نکردند. مرکز کنترل مسابقه گمان کرد خوردوی پرلی تصادف کرده و او بدون آسیب از آن خارج شده‌است. بسیاری از رانندگان که پرلی را در حال کمک خواستن می‌دیدند، گمان می‌کردند پرلی به سلامت از خودروی خود خارج شده و تلاش می‌کند آتش آن را خاموش کند؛ بنابراین در حالی که پرلی تلاش می‌کرد جان ویلیامسون را نجات دهد، مسابقه با سرعت معمول خود ادامه یافت. عوامل مسابقه که پیرامون خودروی ویلیامسون ایستاده بودند، افزون بر این که کمکی به پرلی نکردند، مانع کمک رسانی او نیز شدند. در نهایت، ویلیامسون نه به دلیل سوختگی، بلکه به دلیل خفگی کشته شد. پرلی بعداً به دلیل تلاش‌های خود مدال جورج را دریافت کرد.
مسابقه ۱۹۸۵ آخرین جایزه بزرگ هلند بود که با پیروزی نیکی لائودا به پایان رسید. شرکت برگزارکننده مسابقه فعالیت خود را متوقف کرد و دوران بهره‌برداری پیست قدیمی زندورت خاتمه یافت. پیست که در مالکیت شهرداری زندورت بود، برای مدتی کاربری نداشت و بخش‌هایی از زمین و حدود نیمی از مسیر آن در سال ۱۹۸۷ به وندورادو فروخته شد. در نهایت، مسیر دوباره طراحی شد و اکنون برای سایر مسابقات ورزش‌های موتوری مورد استفاده قرار می‌گیرد.

## برندگان چندگانه
زمینه صورتی نشان می‌دهد که مسابقه جزء فرمول یک نبوده‌است.
| پیروزی | راننده        | سال‌های پیروزی          |
| ------ | ------------- | ---------------------- |
| ۴      | جیم کلارک     | ۱۹۶۳، ۱۹۶۴، ۱۹۶۵، ۱۹۶۷ |
| ۳      | جکی استوارت   | ۱۹۶۸، ۱۹۶۹، ۱۹۷۳       |
| ۳      | نیکی لائودا   | ۱۹۷۴، ۱۹۷۷، ۱۹۸۵       |
| ۳      | ماکس فرستاپن  | ۲۰۲۱، ۲۰۲۲، ۲۰۲۳       |
| ۲      | لوئی روزیه    | ۱۹۵۰، ۱۹۵۱             |
| ۲      | آلبرتو اسکاری | ۱۹۵۲، ۱۹۵۳             |
| ۲      | جک برابام     | ۱۹۶۰، ۱۹۶۶             |
| ۲      | جیمز هانت     | ۱۹۷۵، ۱۹۷۶             |
| ۲      | آلن پروست     | ۱۹۸۱، ۱۹۸۴             |